# Ferdinand Smolders

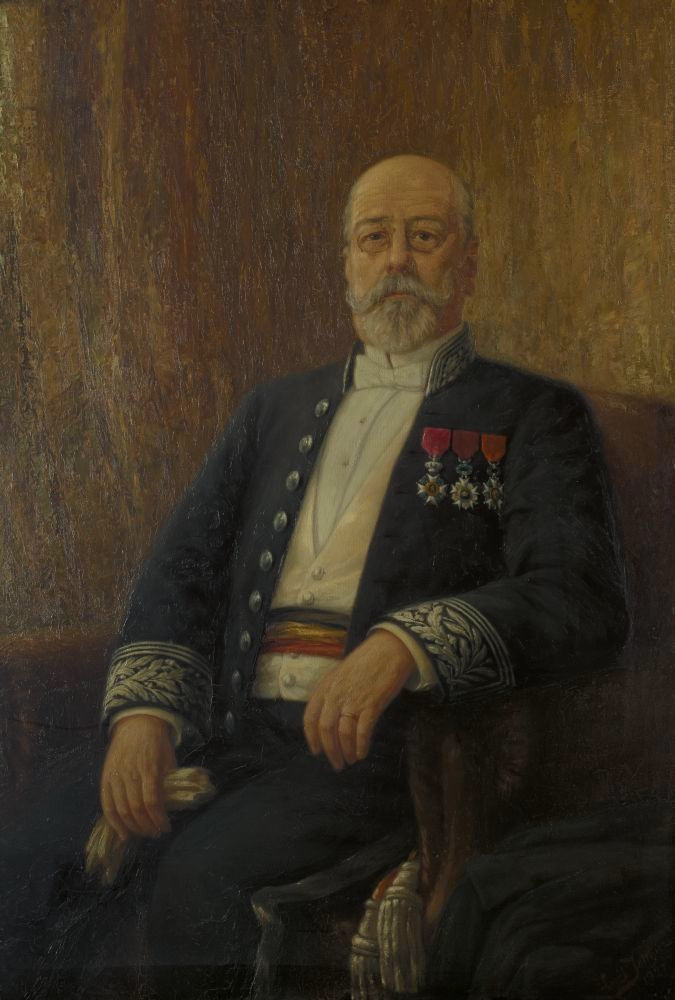
Ferdinand Smolders

Théodore Ferdinand Marie Joseph (Ferdinand) Smolders (Leuven, 18 april 1858 - aldaar, 29 juni 1927) was een Belgisch advocaat en politicus. Hij was burgemeester van Leuven van 1921 tot 1927.

## Biografie
Ferdinand Smolders was de zoon van Théodore Smolders, die van 1869 tot 1872 burgemeester van Leuven was, en Henriette Prévinaire. Hij trouwde in 1882 in Neerheylissem met Louise Lowet (1858-1933).
Van beroep was Smolders advocaat. Daarnaast engageerde hij zich voor de Katholieke Partij. Na de gemeenteraadsverkiezingen van 1921 werd hij burgemeester van Leuven, wat hij bleef tot aan zijn overlijden. Sinds maart 1927 was hij ziek, wat uiteindelijk tot zijn dood leidde.
Hij was officier in de Leopoldsorde en drager van het Légion d'honneur. Na zijn overlijden werd in Leuven het Ferdinand Smoldersplein naar hem vernoemd. Dit nieuwe plein werd bij de heropbouw van de stad na de Eerste Wereldoorlog gecreëerd. Aan het plein ligt het justitiepaleis, gebouwd tussen 1923 en 1930.